# Chimarra spangleri
Chimarra spangleri är en nattsländeart som beskrevs av Bueno-soria 1985. Chimarra spangleri ingår i släktet Chimarra och familjen stengömmenattsländor. Inga underarter finns listade i Catalogue of Life.